# Jen trošku štěstí
Jen trošku štěstí (v anglickém originále Just My Luck) je americký romantický komediální film z roku 2006. Režie se ujal Donald Petrie a scénáře I. Marlene King a Amy B. Harris. Hlavní role hrají Lindsay Lohan a Chris Pine. Film měl premiéru ve Spojených státech dne 12. května 2006. V České republice se v kinech nepromítal.

## Obsazení
- Lindsay Lohan jako Ashley Albright
- Chris Pine jako Jake Hardin
- Samaire Armstrong jako Maggie
- Bree Turner jako Dana
- Faizon Love jako Damon Phillips
- Missi Pyle jako Peggy Braden
- Makenzie Vega jako Katy Applee
- Carlos Ponce jako Antonio
- Tovah Feldshuh jako Madame Z
- Jaqueline Fleming jako Tiffany
- McFly
- Dane Rhodes jako Mac
- Mikki Val jako Tough Jailbird
- Chris Carmack jako David Pennington (role neuvedena v titulcích)

## Produkce
Film se natáčel v New Orleans v Louisianě, předtím než město postihl Hurikán Katrína. Natáčení pokračovalo v březnu roku 2005 v New Yorku.

## Přijetí

### Tržby
Film vydělal 17,3 milionů dolarů v Severní Americe a 20,8 milionů dolarů v ostatních oblastech, celkově tak vydělal 38,1 milionů dolarů po celém světě. Rozpočet filmu činil 28 milionů dolarů. Za první víkend docílil čtvrté nejvyšší návštěvnosti, kdy vydělal 5,6 milionů dolarů.

### Recenze
Na recenzní stránce Rotten Tomatoes získal ze 111 započtených recenzí 14 procent. Na Česko-Slovenské filmové databázi snímek získal 57 procent.
Lindsay Lohan za roli získala nominaci na Zlatou malinu v kategorii nejhorší herečka.